# Acquedotto romano Avellino-Benevento
L'acquedotto romano Avellino - Benevento (Abellinum - Beneventum) noto anche come Acquedotto sannitico era un acquedotto di epoca romana risalente al I secolo d.C. che portava l'acqua dalle sorgenti del Serino ai centri di Abellinum e poi di Benevento.

## Storia
Fu costruito con ogni probabilità nella prima metà del I sec. d.C a giudicare dalla tipologia di opera muraria.
L'acquedotto aveva origine dalla fonte Urcioli di Serino (caput aquae) che alimentava anche l'Acquedotto romano del Serino diretto a Napoli e proseguiva lungo il corso del fiume Sabato fino a giungere ad Atripalda (l'antica Abellinum). Da qui anche con ponti canali l'acqua era convogliata verso Prata, mantenendosi ad una distanza di 100 – 400 m dalla riva destra del Sabato. 
Rimane una testimonianza significativa in località Ponte Sabato, presso lo stabilimento FMA del gruppo Fiat dove è stato ritrovato un tratto dell'acquedotto. A Prata in località Palata il condotto scavalcava il fiume portandosi sulla riva sinistra. 
Nei pressi di Altavilla Irpina al Ponte dei Santi riceveva le acque di un'altra sorgente detta Fonte dei Formosi; nel luogo esiste la cappella di S. Bernardino, la cui abside è stata ricavata dalla camera di immissione della sorgente.
Il condotto proseguiva il suo percorso sino allo Stretto di Barba nel territorio del comune di Chianche, al limite con il comune di Ceppaloni, ove attraversava il fiume su un grande ponte canale. Riportatosi sulla riva destra del Sabato proseguiva il suo corso lungo le falde delle colline per lo più incassato in trincea sotterranea. All'altezza di Pagliara lo speco si riduceva dalla larghezza di 0,60 a 0,40 m.
Più avanti nel territorio di Benevento la larghezza ritornava di 0,55 - 0,60 m per un'altezza di 1,30 circa come si può osservare nel tratto ancora visibile sul lato destro di via Avellino, poco dopo l'incrocio con via Fontanelle.
La condotta dopo un tragitto di circa 35 km terminava a Benevento immettendo le acque nel serbatoio (castellum aquae), di cui restano le vestigia nel luogo dove sorge la Rocca dei Rettori.
L'acquedotto aveva una pendenza variabile: nel tratto dalle sorgenti Urcioli sino a Atripalda - Abellinum aveva una pendenza dell'1 per mille. Nel tratto sino a Prata scendeva di 70 m in 9 km, poi nel tratto sino ad Altavilla discendeva di altri 40 m. Nel tratto dal ponte canale sullo Stretto di Barba sino a Benevento scendeva di altri 20 m su circa 10 km.